# مونتي ماركام
مونتي ماركام (بالإنجليزية: Monte Markham)‏ هو ممثل أمريكي، ولد في 21 يونيو 1935 في الولايات المتحدة. من الجوائز التي نالها جائزة المسرح العالمي سنة 1973.

## أعمال

### مسلسلات
- كولد كيس

## جوائز
- جائزة المسرح العالمي (1973)

## وصلات خارجية
- مونتي ماركام على موقع IMDb (الإنجليزية)
- مونتي ماركام على موقع ألو سيني (الفرنسية)
- مونتي ماركام على موقع أول موفي (الإنجليزية)
- مونتي ماركام على موقع قاعدة بيانات برودواي على الإنترنت (الإنجليزية)
- مونتي ماركام على موقع قاعدة بيانات الأفلام السويدية (السويدية)
- مونتي ماركام على موقع إن إن دي بي (الإنجليزية)
- مونتي ماركام على موقع قاعدة بيانات الفيلم (الإنجليزية)
- مونتي ماركام على موقع كينوبويسك (الروسية)